# Дом Ануфриевой (Кунгур)
Дом М. И. Ануфриевой (г. Кунгур, ул. Гоголя, 15) уже был построен в 1902 году из красного кирпича. Дом расположен в центре города Кунгур на углу улиц Гоголя и Пугачева. Мария Ивановна Ануфриева — вдова личного почетного гражданина. Занималась ростовщичеством. В 1909 г. дом был перестроен. С 1913 г. дом принадлежал торговому дому «Братья Ковины». Дом примечателен своей культурно-исторической памятью и архитектурой постройки.